# NGC 1047
NGC 1047 (również PGC 10132) – galaktyka soczewkowata (SB0/a? pec), znajdująca się w gwiazdozbiorze Wieloryba. Odkrył ją Lewis A. Swift 10 listopada 1885 roku.